# Teoria de Skopos
A Teoria de Skopos (em alemão:  Skopostheorie) é um conceito da área dos estudos de tradução e da tradutologia.
Skopos é uma palavra de origem grega (em grego:  σκοπός) que significa "propósito".
Esta teoria foi criada pelo linguista Hans Vermeer e pressupõe a ideia de que a tradução e a interpretação devem ter em conta a função dos textos de partida e de chegada.
Paul Kussmaul escreveu acerca desta teoria, "A abordagem funcionalista possui uma grande afinidade com a Teoria de Skopos. A função de uma tradução depende do conhecimento, das expectativas, dos valores e das normas dos leitores do texto traduzido, que, por sua vez, estão condicionados pela situação e cultura em que se encontram. Estes factores determinam entre si a função do texto de partida ou se algumas passagens desse mesmo texto podem se salvaguardar, ou se devem se modificar na tradução."
Como referido por Christiane Nord, o princípio que condiciona qualquer processo de tradução é a finalidade à qual é dirigida a acção tradutória. Esta caracteriza-se pela sua intencionalidade, que é uma das características que define qualquer acção.